# Ambalasatrana
Ambalasatrana is een plaats en commune in het noordoosten van Madagaskar, behorend tot het district Vohemar dat gelegen is in de regio Sava. Een volkstelling schatte in 2001 het inwonersaantal op ongeveer 5.000. De plaats biedt enkel lager onderwijs aan. 99,9% van de bevolking werkt als landbouwer en 0,1% is actief in de dienstensector. De belangrijkste landbouwproducten zijn koffie, rijst en vanille.